# Нове Місто (Самбірський район)
Нове́ Мі́сто — село в Україні, у Добромильській міській громаді Самбірського району Львівської області. Населення становить 878 осіб. Орган місцевого самоврядування — Добромильська міська рада.

## Географія
Нове Місто розташоване на річці Вирва в передгір'ї українських Карпат, за 32 км від районного центру, неподалік від міста Добромиля та за 106 км від обласного центру.

## Історія
Перша письмова згадка міститься в грамоті галицького князя Льва Даниловича за 1301 рік, за іншими джерелами — 1361 рік.
Про те, що територія села була заселена віддавна, свідчить знахідка (1871 рік) римських монет IV століття (зберігаються у Краківському археологічному музеї).
В княжі часи село носило назву Библо. У 1241–1242 роках після монголо-татарської навали село було знищено. Населення, яке вцілило, поселилося за 3 км від старого місця, і нове поселення було названо Библо. Згодом частина людей повернулася на старе місце і заснували село, якому дали назву Нове Місто. У 1463 році Нове Місто отримало Магдебурзьке право. Наприкінці XV століття власником Нового Міста був Грицько (Ян Хрицько) з роду Бибельських гербу Корчак. На той час воно було досить розвинутим. У 1498 році містечко знищено волохами під проводом молдавського господаря Штефана III. Під час цього походу знищено костел — одну з найстаріших споруд.
Наступними власниками Нового Міста була родина Гербуртів. У XVI столітті містечко належало Скорутам Новоміським, родині Бажі, пізніше Красіньським, між якими від 1606 року велась запекла боротьба за поділ майна.
З XVI століття відомі печатки з гербом Нового Міста — родовим знаком Новоміських «Прус Другий, або Вільче-Коси» (на червоному тлі дві срібні коси, перехрещені й увінчані срібним п'ятикутним хрестом). У XVII столітті малюнок герба дещо спростився — на ньому залишилися лиш дві перехрещені коси (саме в такому вигляді герб було подано до цісарського затвердження у 1791 році).
У 1648 році містечко було зруйноване повстанцями Богдана Хмельницького — розграбовано костел і вбито всіх євреїв. У 1794 році містечко належало Каєтану Шидловському. На кінець XVIII — середину XIX століття Нове Місто було достатньо розвинуте, про що свідчить акційний збір, який воно здавало — він був більший ніж в м. Добромиль. 1872 року біля містечка прокладена залізниця, що з'єднувала Львів і Перемишль з Будапештом, так звана Перша угорсько-галицька залізниця. Наприкінці XIX століття в містечку мешкало 1000 осіб, серед який більшу частину складали поляки, інші — євреї та українці. На початку XX століття побудовано новоміську ратушу. Під час Українсько-польської війни 1918—1919 років в околицях Нового Міста відбувалися запеклі бої, зокрема 4 лютого 1919 року. У 1921 році в селі мешкало 794 особи, серед них 259 євреїв. Під час другої світової війни німці створили в ньому гетто для єврейського населення. Восени 1942 року місцеві євреї були депортовані до окупованої Польщі у табір смерті Белжець — одного з чотирьох таборів, створених у межах так званої «операції Райнгард», що була призначена для знищення польського єврейства і там знищені. 31 липня 1944 року Нове Місто зайняли радянські війська.

## Пам'ятки архітектури
- Церква Успіння Пресвятої Богородиці (1908). Перебуває у користуванні парафії Успіння Пресвятої Богородиці села Нове Місто Старосамбірського деканату Львівської єпархії ПЦУ[7].
- Костел (1463, 1512, готика).
- Новоміська ратуша (початок XX століття, модерн).

## Відомі люди

### Народилися
- Лукаш (з Нового Міста) — філософ, педагог XVI століття.
- Бенедикт Гербест — педагог, викладав у Познанському університеті (XVI століття).
- Йоган Гербест — педагог, професор риторики Академії Любранського, львівський канонік РКЦ[8].
- Станіслав Гербест — монах-єзуїт, брат Бенедикта і Йогана Гербестів.
- Юзеф Салабун[pl] — астроном, перший директор Сілезького планетарію

## Освіта
Вже 1511 року у Новому Місті діяло літературне товариство. 25 квітня 1911 року відкрили читальню товариства «Просвіти», на відкритті якої був присутнім представник зі Львова Глембоцький. Всього записалося в товариство 327 осіб. Читальня була в парафіяльному приміщенні. Сьогодні в селі діє осередок Всеукраїнського товариства «Просвіта» імені Тараса Шевченка.
У 1865 році працювала трикласна початкова школа. У 1908–1909 роках в Новому Місті збудували нову школу. У 1920-х роках була шестирічною, а з 1936 року — семирічною. Середньою вона стала у 1945 році, а перший випуск відбувся у 1948 році (14 випускників). У 1960—1970-х роках навчання дітей проводилося у чотирьох корпусах школи. Корпус теперішньої школи, яке розраховане на 600 місць, було здано в експлуатацію у 1981 році. Нині — заклад загальної середньої освіти І—III ступенів села Нове Місто Добромильської міської ради Самбірського району Львівської області.

## Цікаві факти
- На лівому боці Вирви є Винна гора, яка межує з урочищем Пасіка, назви яких промовляють самі за себе. З переказів відомо, що колись тут було набагато тепліше, тому місцеві мешканці вирощували виноградники та займалися бджільництвом.
- На горі Радич (південна околиця Нового Міста) виявлено первісну стоянку людей, біля якої знайдено кам'яні сокири, молоти, серпи. Крім того, на лівому низькому березі річки Вирви в лісі за півкілометра від Нового міста виявлено поселення ранньозалізної доби.
- Неподалік від південно-західної околиці Нового Міста проходить Головний європейський вододіл. Вододілом служить також поблизька гора Радич (519 м над рівнем моря).

## Галерея

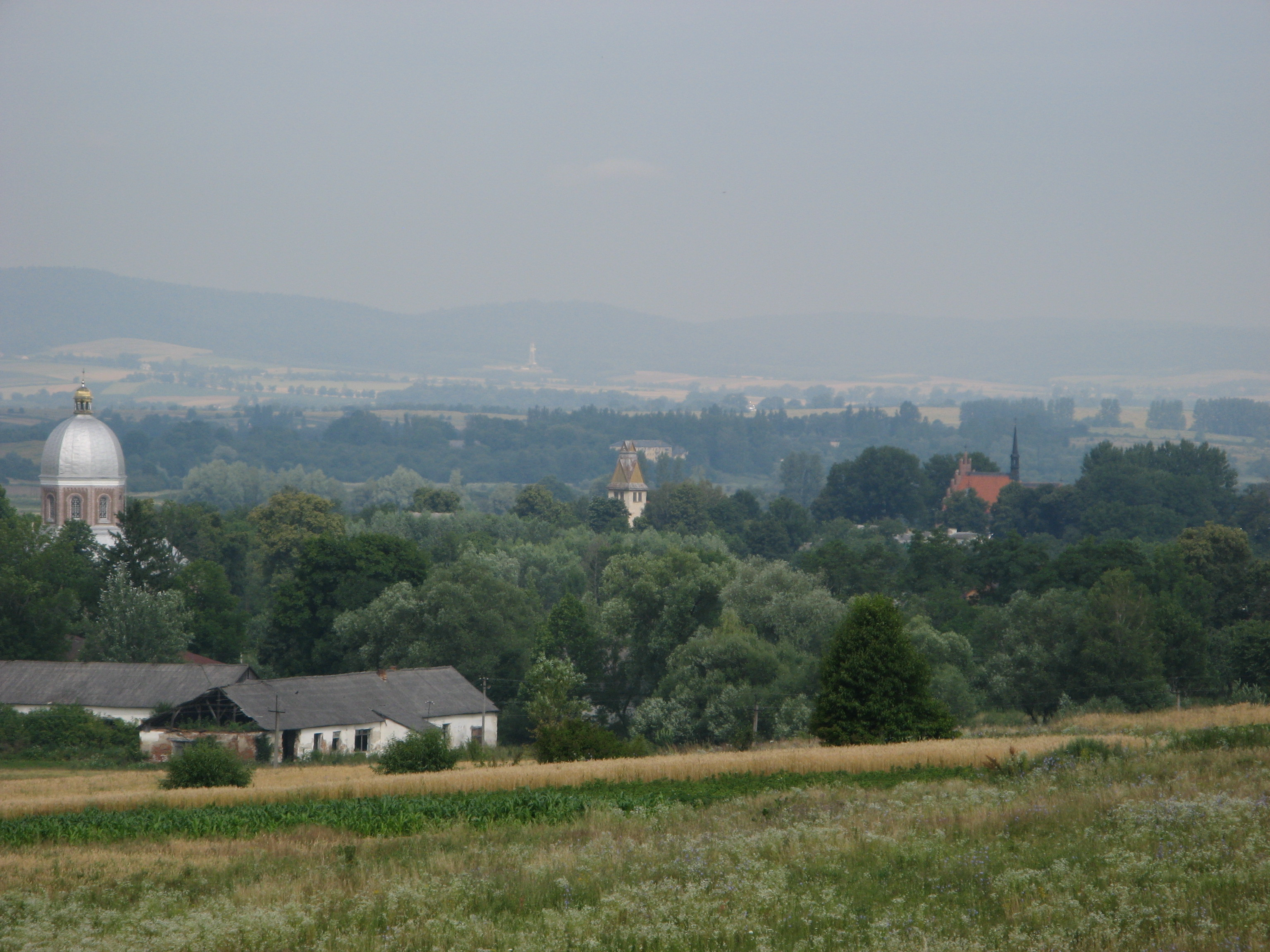
Панорама села
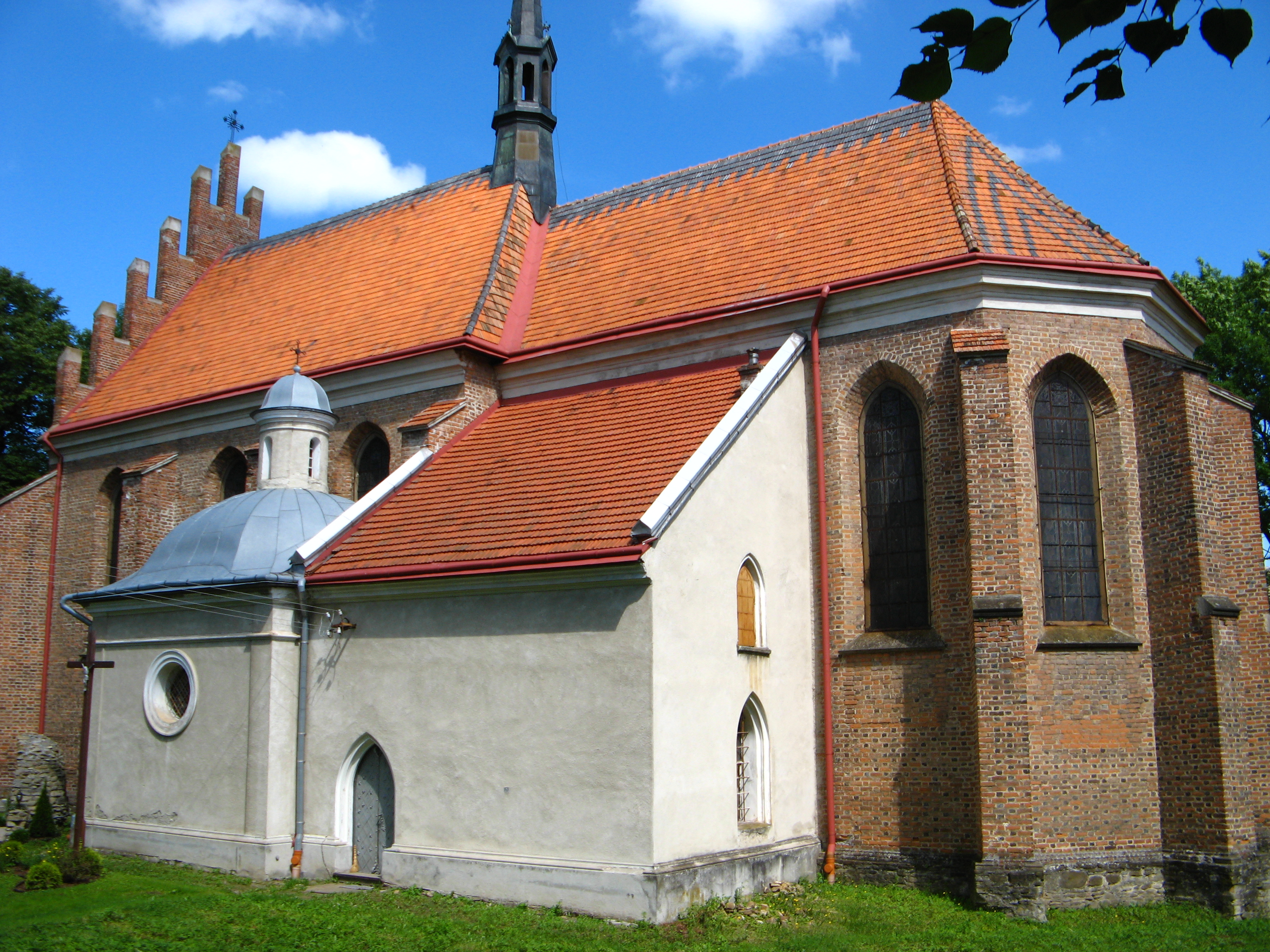
Костел
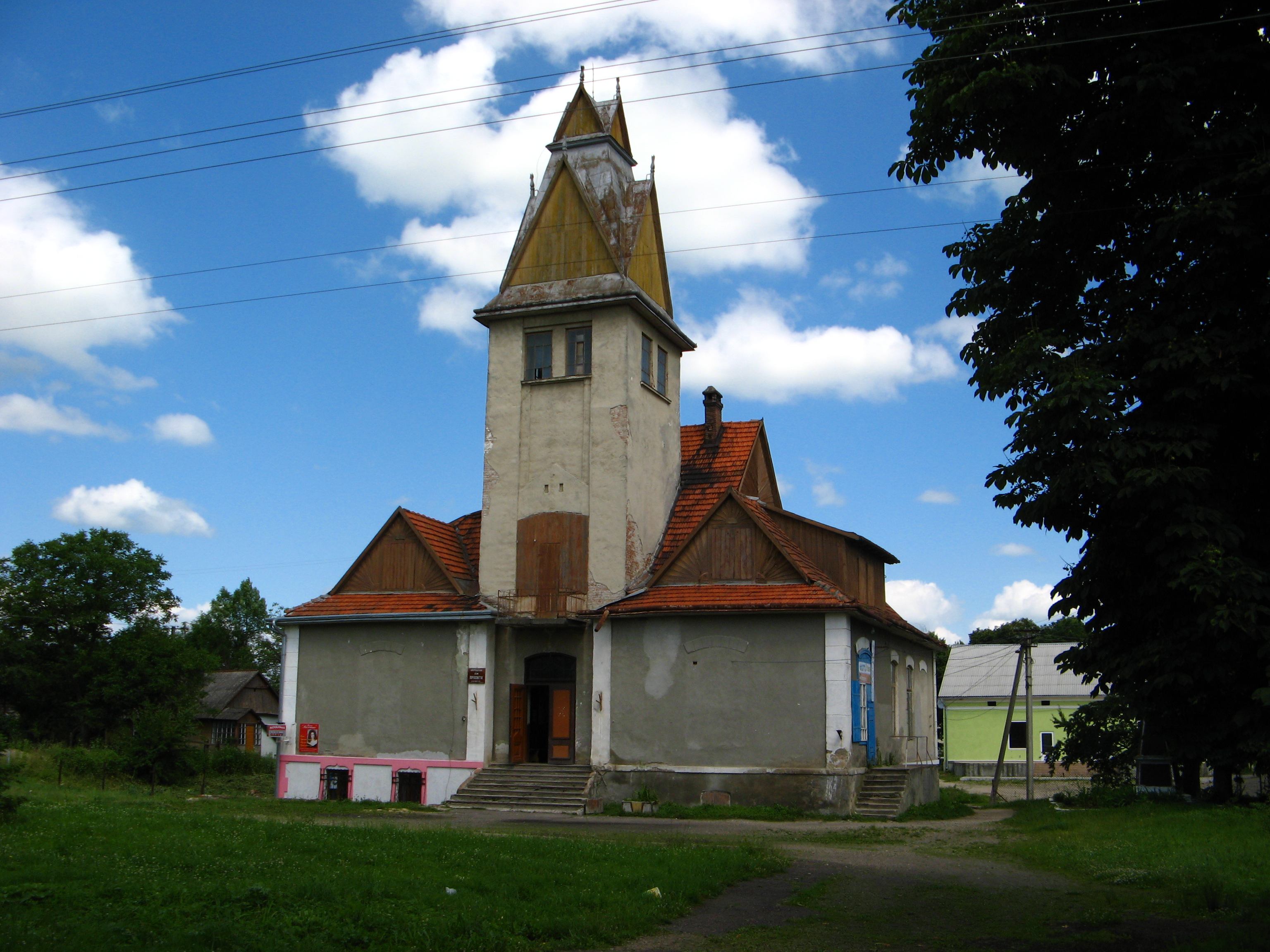
Новоміська ратуша
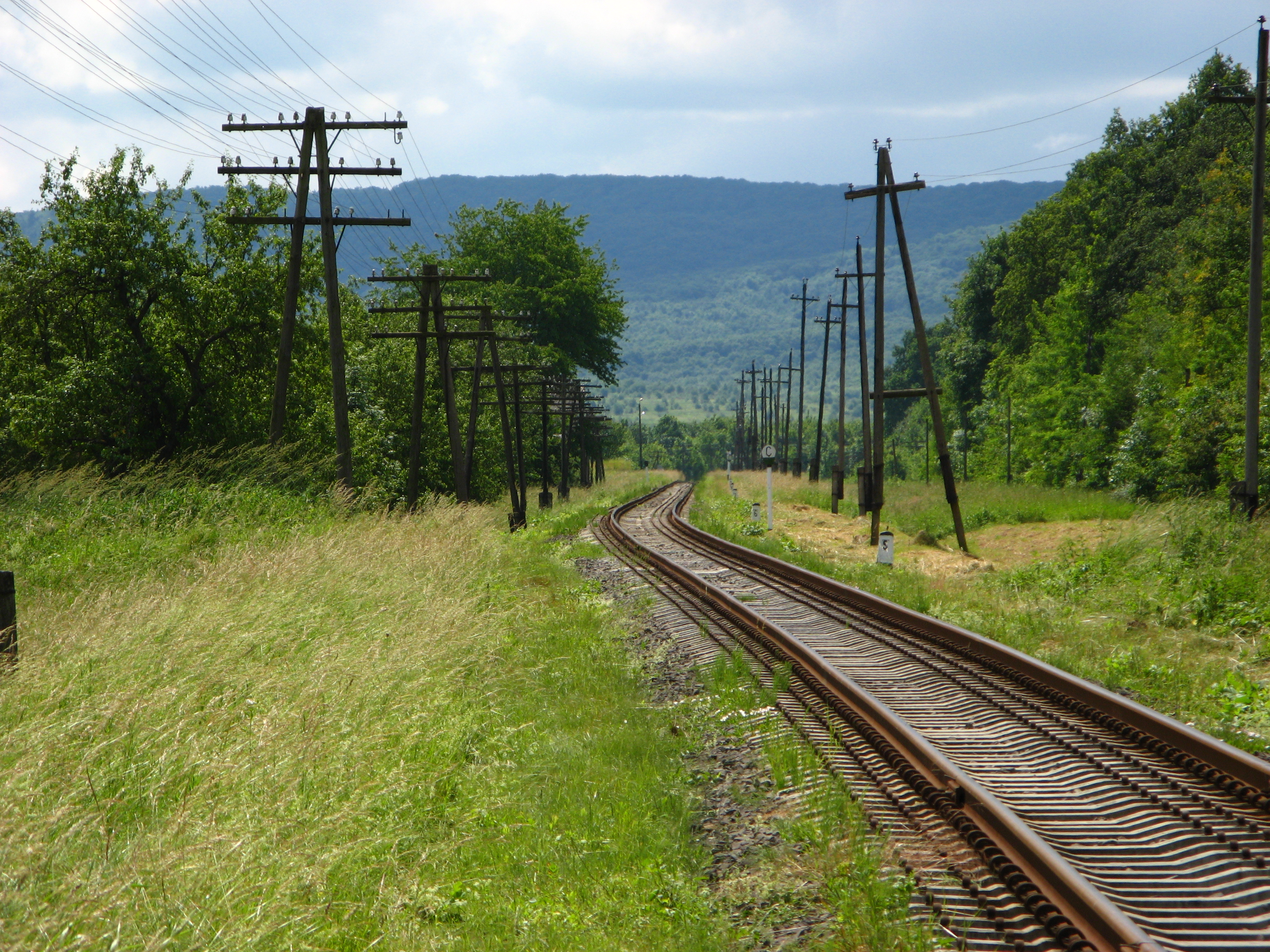
Залізниця